# Mewa siodłata
Mewa siodłata (Larus marinus) – gatunek największego ptaka z rodziny mewowatych (Laridae). Jego obszar występowania ograniczony jest do wysp i wybrzeży północnego Atlantyku oraz przyległych rejonów Oceanu Arktycznego. Nie jest zagrożony wyginięciem.

## Systematyka
Gatunek ten po raz pierwszy zgodnie z zasadami nazewnictwa binominalnego opisał w 1758 roku Karol Linneusz w 10. edycji Systema Naturae, uznawanej za początek nomenklatury zoologicznej. Autor nadał gatunkowi nazwę Larus marinus, która obowiązuje do tej pory. Jako miejsce występowania wskazał Europę; później miejsce typowe ograniczono do szwedzkiej wyspy Gotlandia. Nie wyróżnia się podgatunków.

## Występowanie
Zamieszkuje pas od Wielkich Jezior Północnoamerykańskich, wschodniej Kanady i USA po Karolinę Północną na południu, południową Grenlandię, wyspy Arktyki, Islandię, Wyspy Owcze, Wyspy Brytyjskie, północną Francję, oraz Półwysep Skandynawski po Półwysep Kolski i co najmniej Morze Białe. Zimą (zwłaszcza północne populacje) przenosi się bardziej na południe i południowy zachód, osiągając brzegi Półwyspu Iberyjskiego (sporadycznie Maroko), a w Ameryce – Florydę (sporadycznie Karaiby). Osiadłe populacje zimują na wybrzeżach Morza Północnego i Bałtyckiego. Większość mew siodłatych jednak przemieszcza się zimą na południe, sporadycznie docierając nawet do Morza Czarnego. Dalsze wędrówki odbywają przeważnie ptaki młode.
W Polsce nie gniazduje, nielicznie koczuje zimą na wybrzeżu, zwłaszcza nad Zatoką Gdańską i Pomorską (tu populacje oceniane na 600–2900 osobników). W głębi kraju pojawia się bardzo rzadko. Niektóre z nich przebywają w Polsce cały rok, jednak najbliższe geograficznie lęgi stwierdzono na bałtyckim wybrzeżu Niemiec. W Europie Środkowej widywana przeważnie w stadach mew srebrzystych.

## Charakterystyka

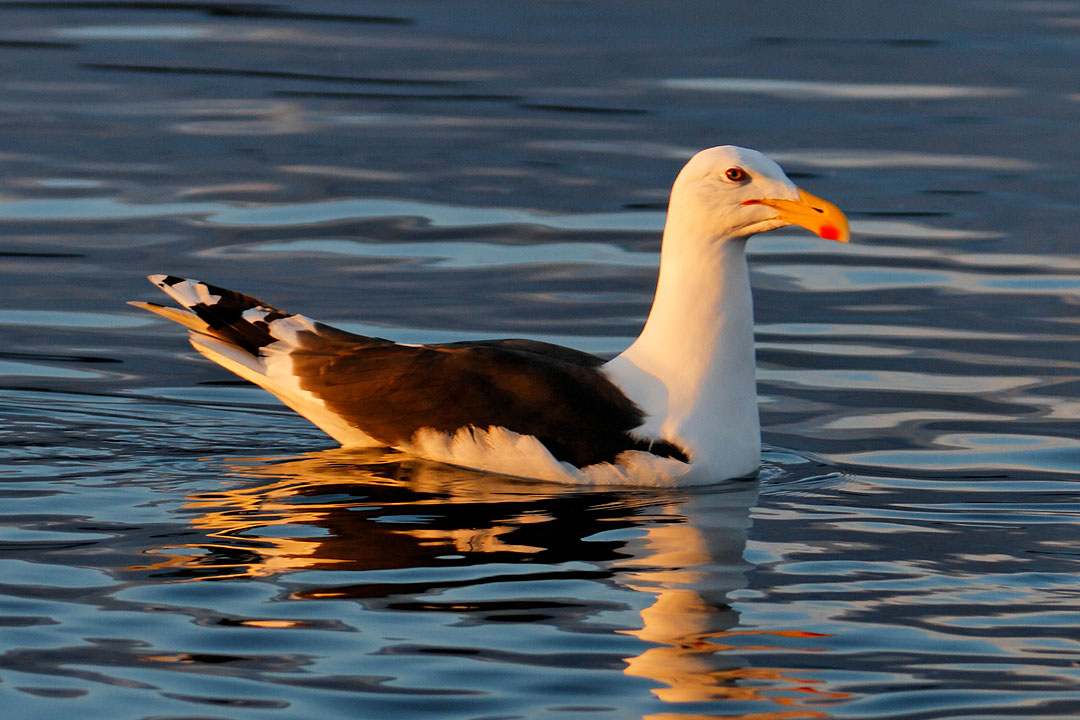
Szata godowa

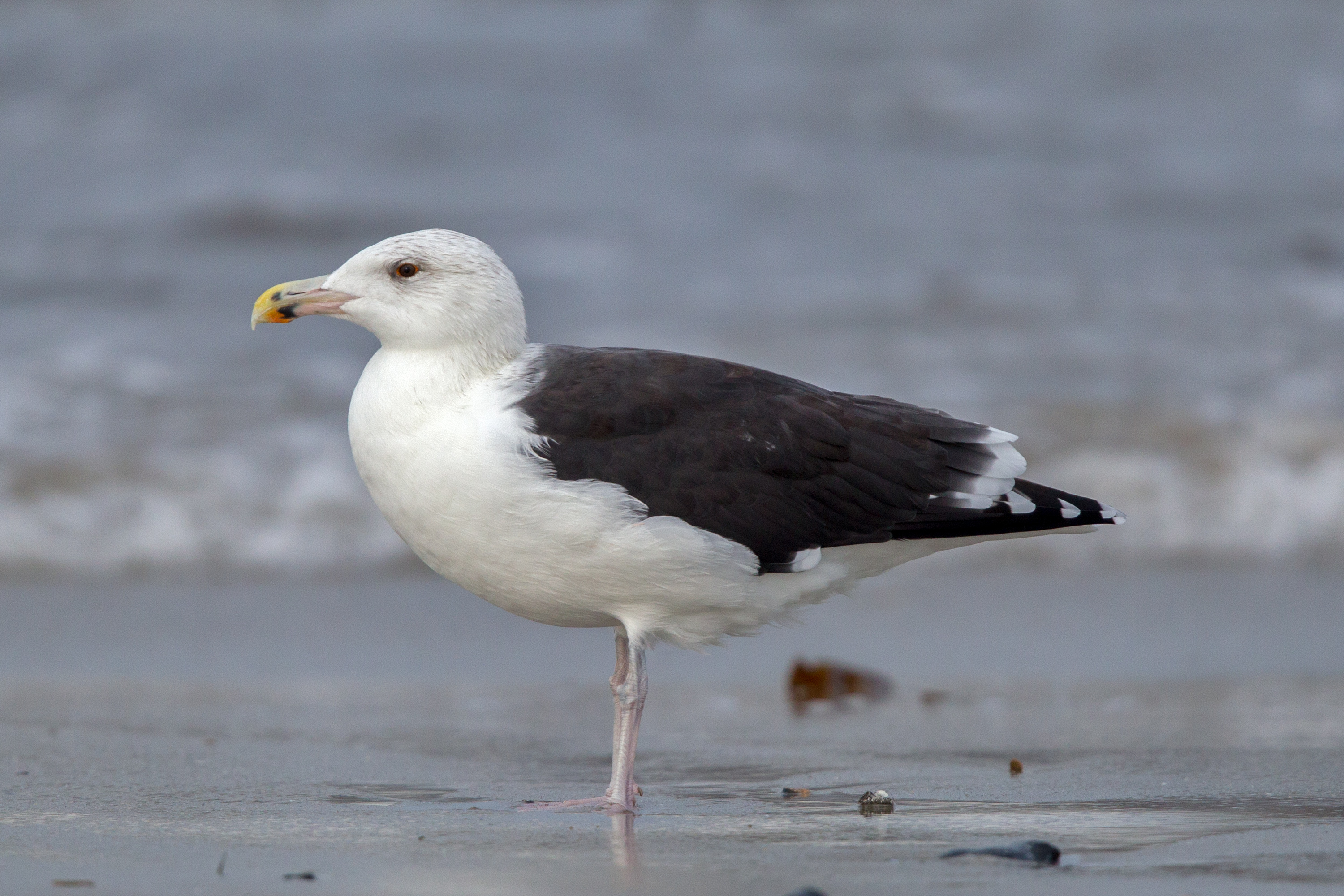
Szata spoczynkowa

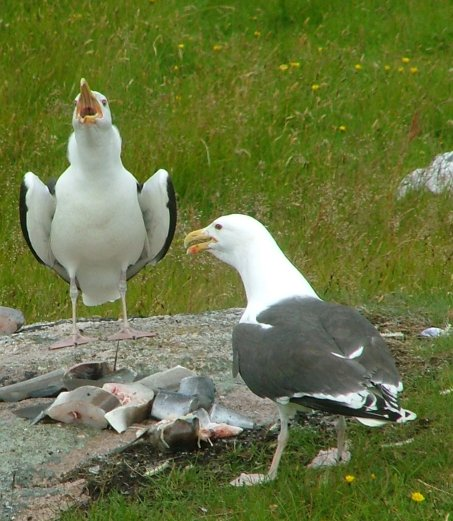
Postawa godowa

Cechy gatunkuWyraźnie zaznaczony jedynie dymorfizm wiekowy. W upierzeniu godowym grzbiet i skrzydła są u obu płci czarne (czarny płaszcz). Na końcówkach skrzydeł końce lotek I rzędu biało obrzeżone i wystają poza ogon tylko kilka centymetrów. Reszta ciała biała. Dziób żółty z czerwoną plamą na żuchwie, nogi różowe. W upierzeniu spoczynkowym mają ciemne plamy na głowie i karku. Osobniki młodociane białe, z gęstym brązowym cętkowaniem na wierzchu ciała od głowy po ogon, i podobnym, lecz rzadszym na spodzie (ten jest jaśniejszy niż u mewy srebrzystej lub żółtonogiej). Ich pióra mają jasne otoczki. Na białym ogonie szeroka, ciemna pręga otoczona przez ciemne plamki. Dziób ciemnoszary. Pierwszej zimy mają już białą głowę i spód ciała. W upierzeniu przejściowym w 2. i 3. roku życia głowa i brzuch stopniowo jaśnieją, a grzbiet i skrzydła ciemnieją. Szatę osobników dorosłych uzyskują w 4. roku życia.
Jej wielkość dorównuje prawie wymiarom dzikiej gęsi, a dorosła podobna jest do mewy żółtonogiej. Przy innych mewach odróżniają się wielkością i masywną sylwetką. W powietrzu ich lot jest podobny do ruchów czapli.
Wymiary średniedługość ciała ok. 70–80 cm
rozpiętość skrzydeł ok. 150–170 cm
masa ciała ok. 1,3–2,0 kg
GłosSwoją obecność manifestuje głębokim „huuk”.

## Biotop
Lęgną się na wybrzeżach mórz o skalistych brzegach i wyspach, rzadziej piaszczystych, lokalnie na brzegach dużych rzek i ich zakolach oraz jeziorach śródlądowych. Unikają raczej płaskich terenów. W portach trzyma się spokojniejszych miejsc, gdzie odpoczywa. Poza okresem lęgowym również wyrusza na otwarte morze. W czasie przelotów mewy siodłate wędrują wzdłuż rzek i wybrzeży morskich, rzadko tylko zapuszczając się na ląd. Jest to związane z pokarmem, który zdobywają głównie nad wodą.

## Okres lęgowy

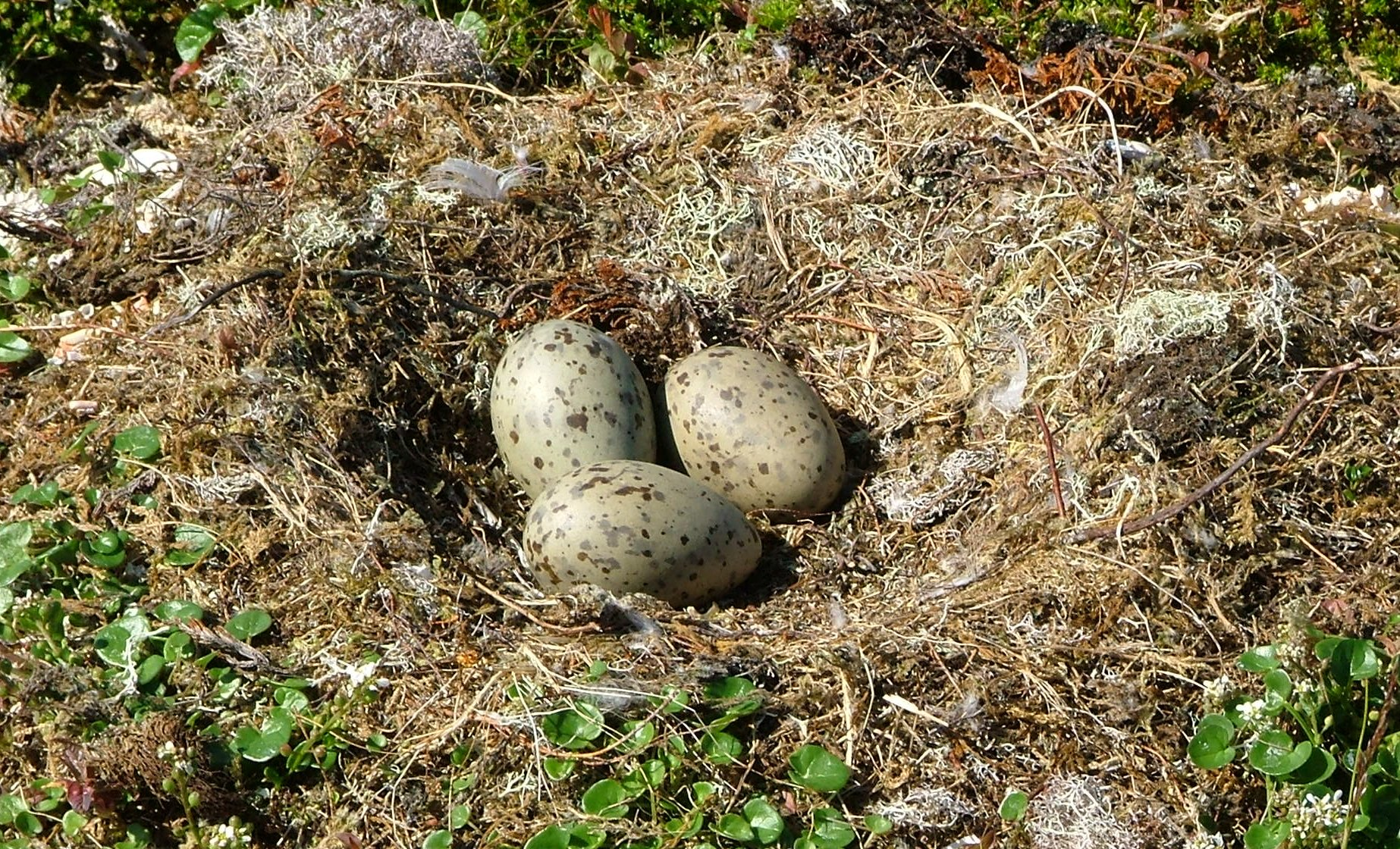
Gniazdo mewy siodłatej z jajami

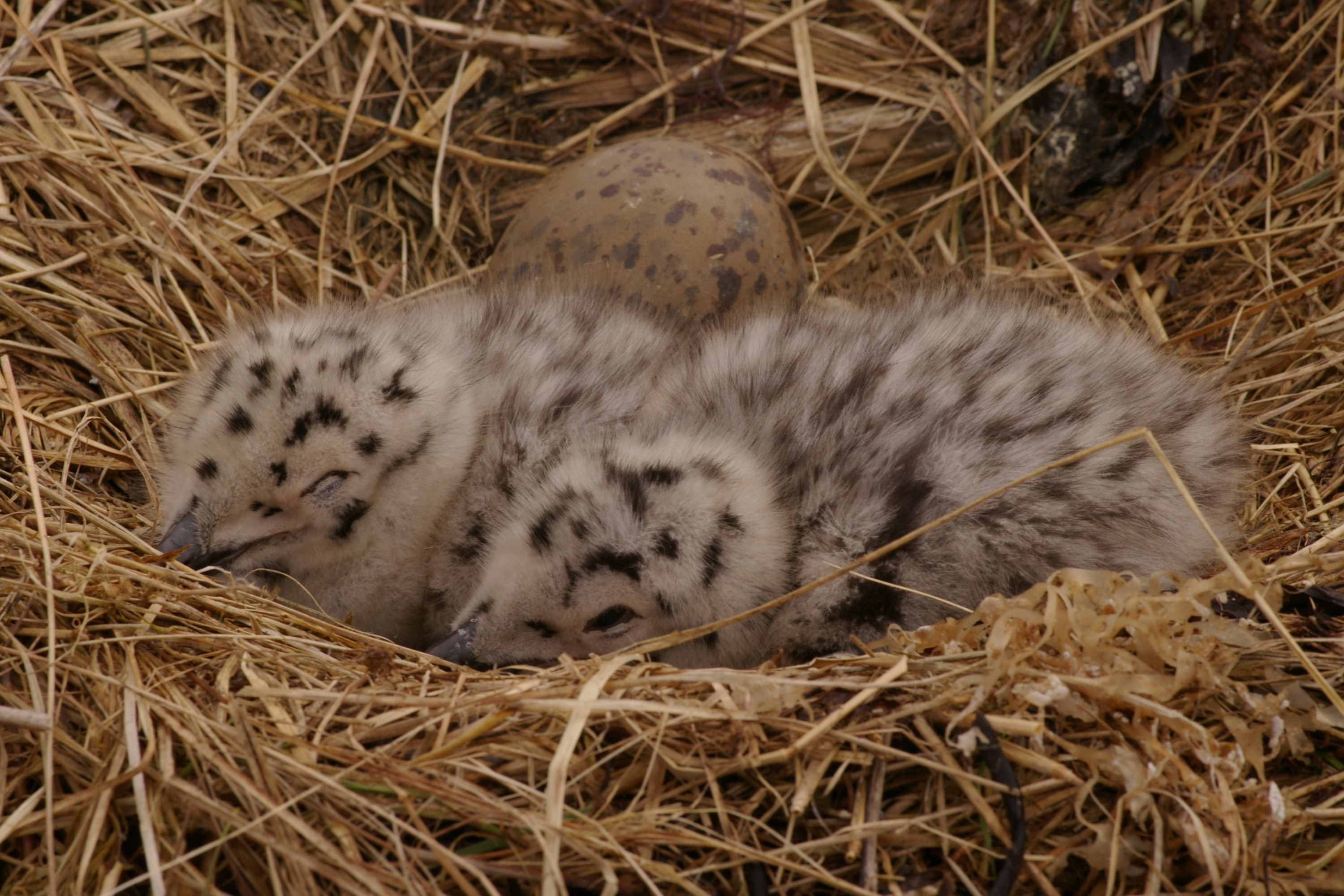
Pisklęta mewy siodłatej

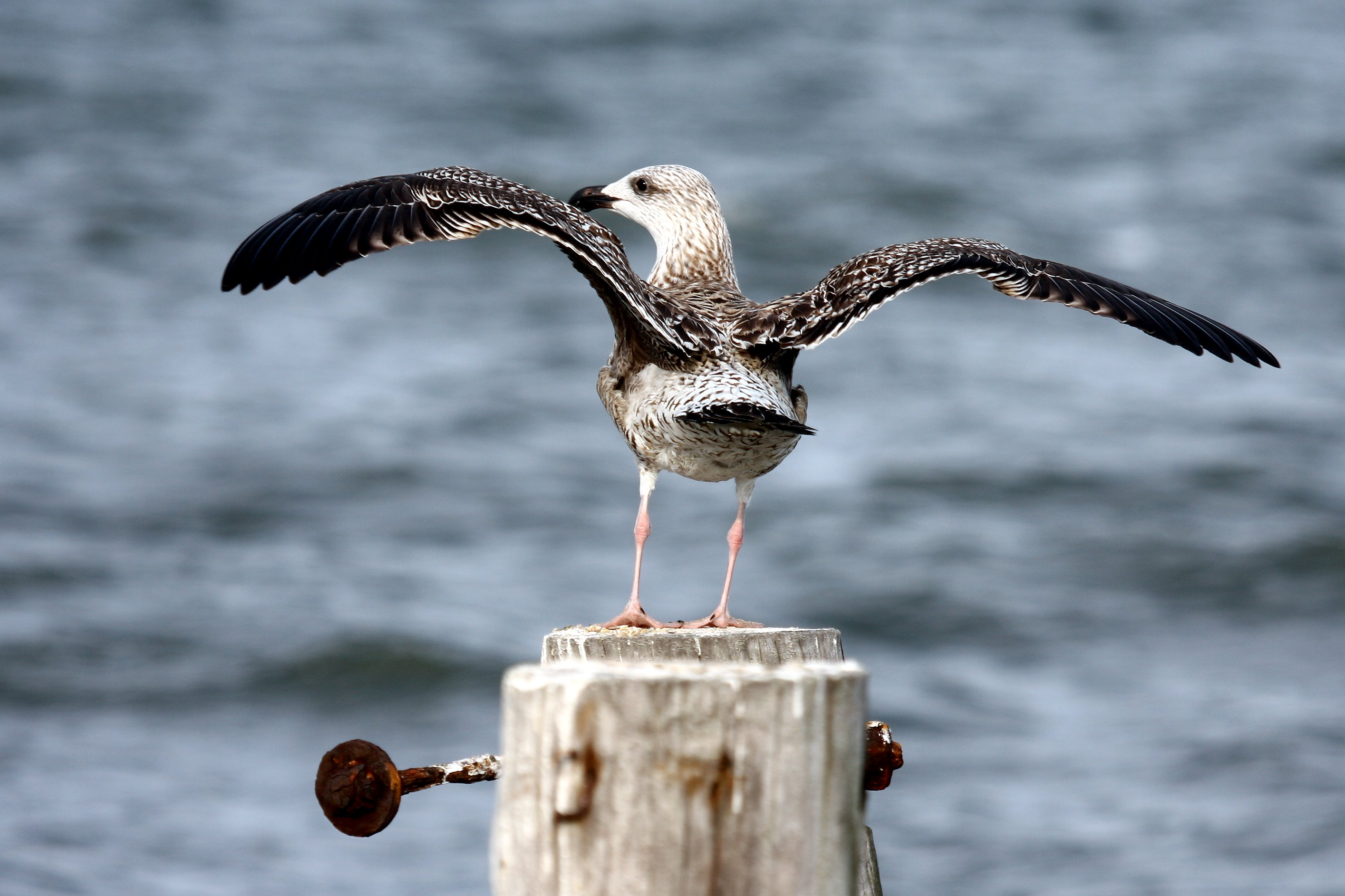
Osobnik młodociany

TokiW okresie godowym przyjmuje szereg ruchów i postaw rytualnych np. z unoszeniem i opuszczaniem głowy przy otwartym dziobie.
GniazdoNa kamienistym podłożu, w piasku, na skałach, w trawie, zawsze w pobliżu brzegu. Tworzy niewielkie kolonie, często w koloniach innych mew. Gniazdo budowane jest przez obojga partnerów. Używane do tego są gałęzie, trawy, glony umieszczone w płytkim dołku. Zwykle przez parę lat z rzędu zajmuje te same miejsca lęgowe.
JajaOkres lęgowy trwa od połowy kwietnia do czerwca. W ciągu roku wyprowadza jeden lęg, składając w kwietniu–czerwcu 1–3 oliwkowych jaj pokrytych ciemnymi plamkami.
Wysiadywanie i dorastanieJaja wysiadywane są przez okres około 27 dni przez obydwoje rodziców. Oboje też karmią młode przez około 50–56 dni i to z dużym poświęceniem. Potrafią zdobywać dla nich pokarm z terenów oddalonych od gniazda o 20–35 km. Pisklęta uzyskują zdolność do lotu w wieku około 8 tygodni. Pierwsze lęgi wyprowadza w wieku 4–5 lat.

## Pożywienie
Różnorodny morski pokarm zwierzęcy, w tym odpady rybackie, małe ryby, ptaki i ssaki, padlina, a także jagody. 
Od lipca do kwietnia, czyli poza sezonem lęgowym, latają nad morskimi wybrzeżami lub pełnym morzem, szukając pożywienia. Jej wielkość i żarłoczność działa na szkodę koloniom innych gatunków mew, w których to mewy siodłate kradną jaja i pisklęta. Mogą nawet polować na dorosłe ptaki, które gnieżdżą się w norach i szczelinach (są wtedy łatwym łupem) np. na maskonury.

## Status i ochrona
Międzynarodowa Unia Ochrony Przyrody (IUCN) uznaje mewę siodłatą za gatunek najmniejszej troski (LC – Least Concern) nieprzerwanie od 1988 roku. Liczebność światowej populacji szacuje się (2015) na 690–940 tysięcy osobników. Trend liczebności populacji nie jest znany.
W Polsce podlega ścisłej ochronie gatunkowej.